# غسك عليا
غسك عليا (بالفارسية: گسک) هي مستوطنة تقع في قسم صفي آباد الريفي (مقاطعة إسفراين) في إيران. يقدر عدد سكانها بـ 428 نسمة بحسب إحصاء 2016.